# Kalklockmossa
Kalklockmossa (Homalothecium lutescens) är en bladmossart som först beskrevs av Philibert in Husnot, och fick sitt nu gällande namn av Lars Hedenäs och L. Söderström in L. Söderström, Karttunen 1992. Kalklockmossa ingår i släktet lockmossor, och familjen Brachytheciaceae. Inga underarter finns listade i Catalogue of Life.

## Bildgalleri

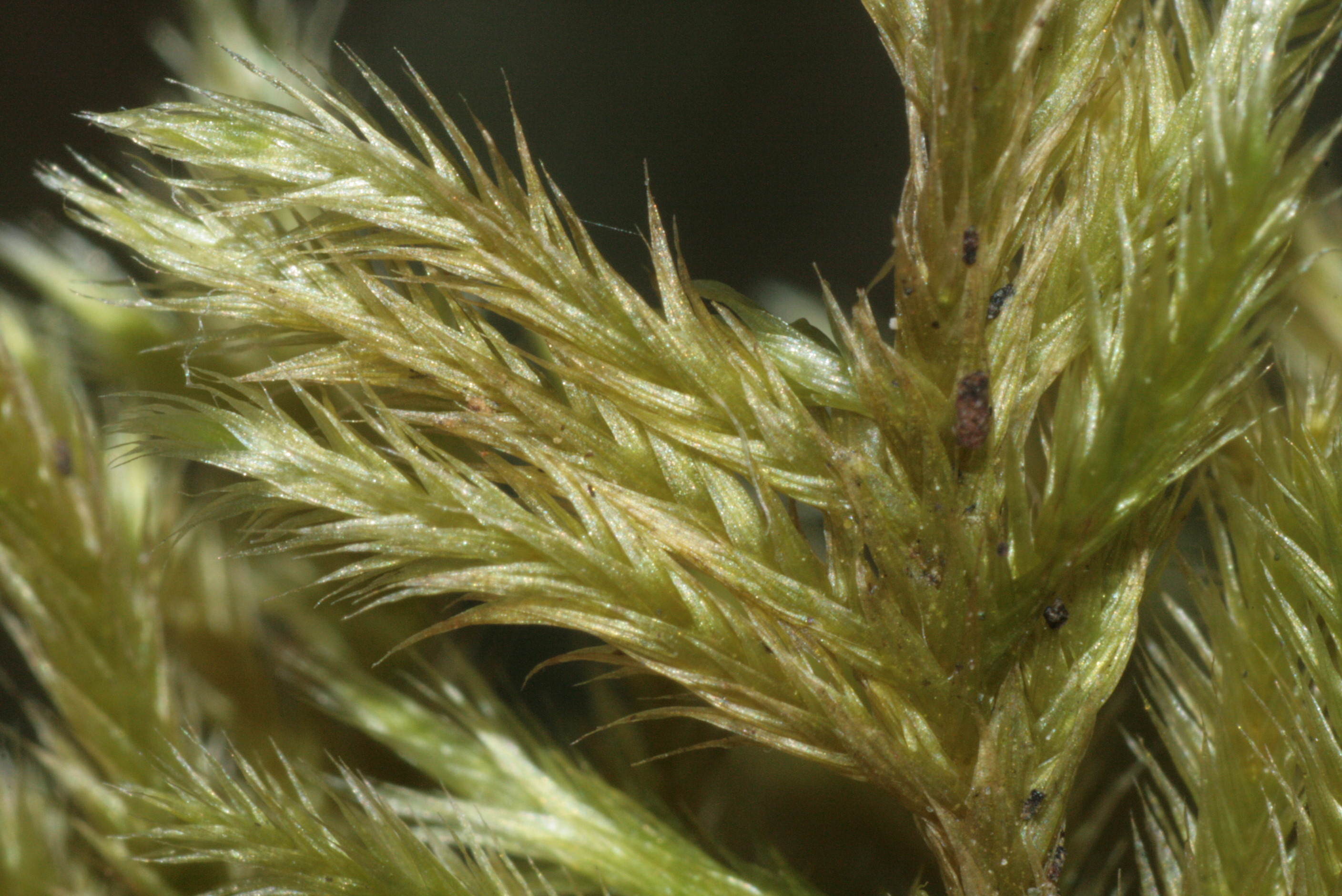
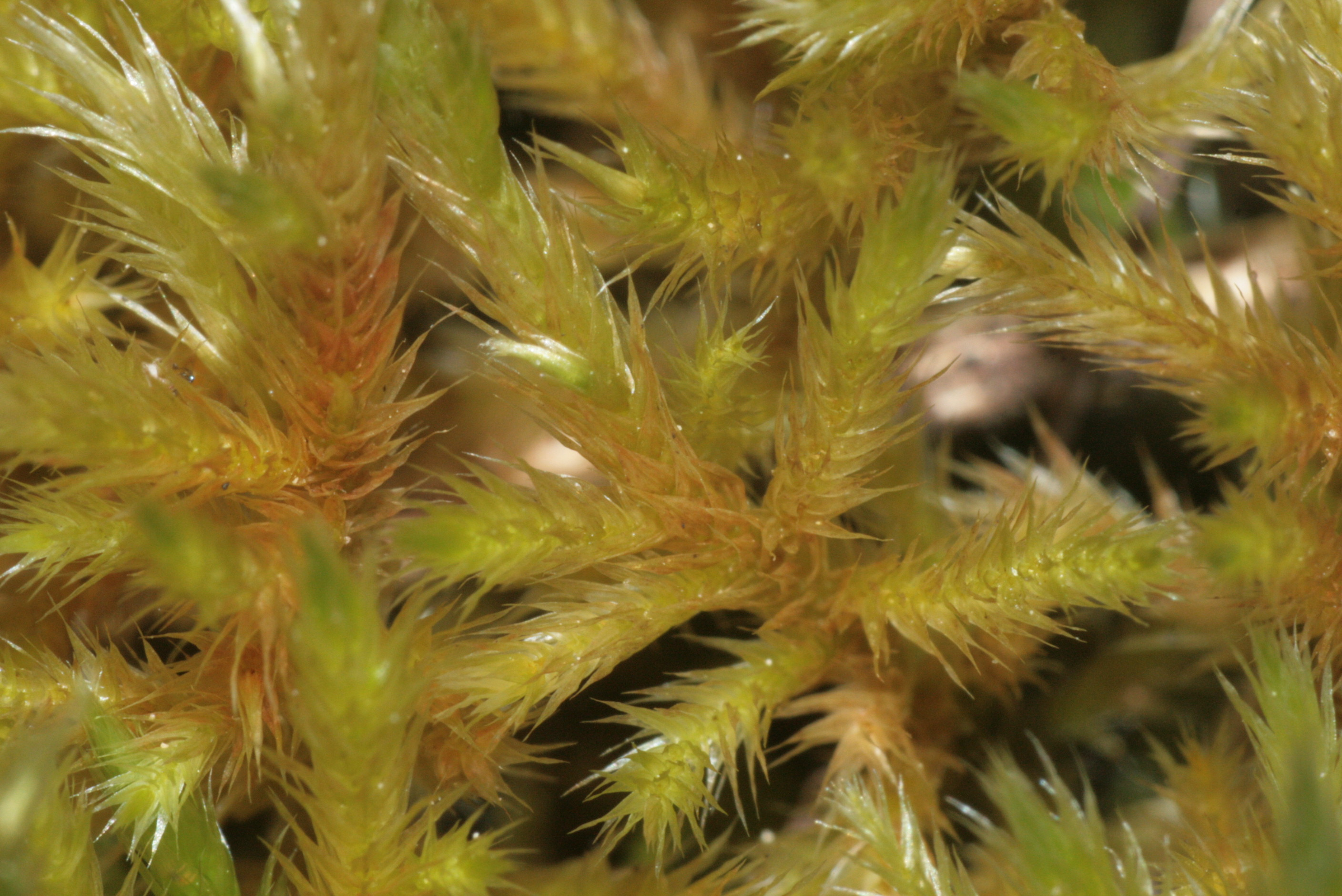
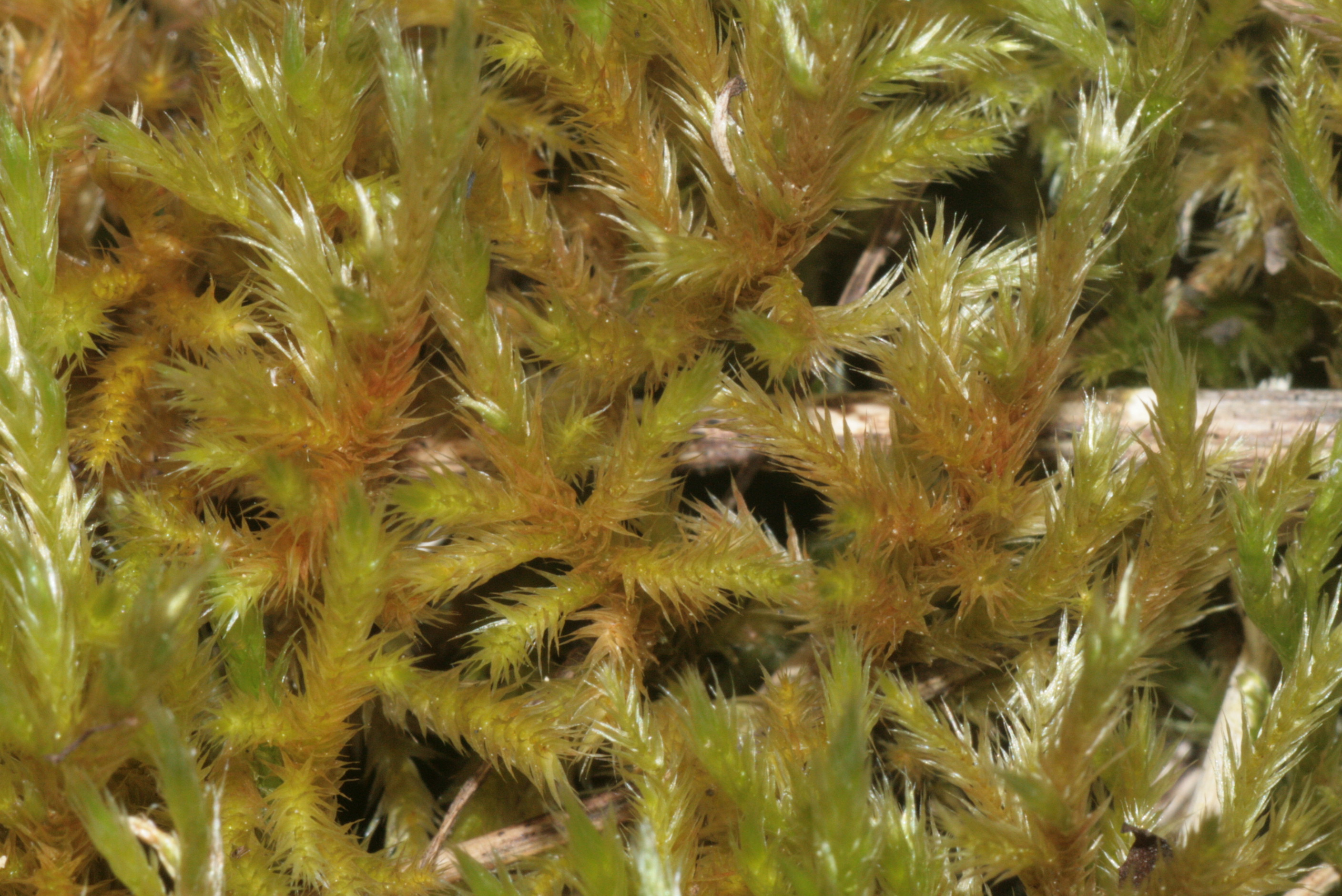